# Ahmet Yılmaz
Ahmet Yılmaz, född 2 februari 1994, är en turkisk brottare som tävlar i grekisk-romersk stil.

## Karriär
Vid EM 2025 i Bratislava tog Yılmaz brons i 77 kg-klassen efter att ha besegrat svenske Albin Olofsson i bronsmatchen.